# Benløse Kommune
Benløse Kommune var en kommune i Ringsted Herred i Sorø Amt.

## Administrativ historik
Kommunen blev dannet efter forordningen om oprettelse af et landkommunalvæsen blev vedtaget den 13. august 1841. Den eksisterede frem til kommunalreformen i 1966, hvor den indlemmedes i Ringsted Kommune.

## Geografi
Kommunen havde et areal på 12,9 km² (1888).